# Катастрофа Ан-12 над Ейским Лиманом (1988)
Катастрофа Ан-12 над Ейским лиманом — авиационная катастрофа самолёта-лаборатории Ан-12 советских ВВС, произошедшая в понедельник 8 августа 1988 года на Азовском море у побережья г. Ейска, при этом погибли 24 человека (по другим данным — 32 человека).

## Самолёт
Участвовавший в катастрофе Ан-12 был самолётом-лабораторией для расследования авиационных происшествий, из состава 535-го отдельного смешанного авиационного полка (Ростов-на-Дону. Данный Ан-12 достаточно длительное время не эксплуатировался, простаивая на аэродроме Батайск. Особенностью этого самолёта являлось то, что его грузовой отсек представлял собой класс с прикрученными к полу столами, а по бортам были пришвартованы большие ящики с аппаратурой.

## Катастрофа
В то время подразделения 801-го учебного авиационного полка, на аэродроме которого находился этот борт, помимо Батайска работали на аэродромах Ейск и Погорелово (Каменск-Шахтинский). В связи с проведением партийной конференции лётный и технический состав 801-го УАП своим ходом был собран на базе в Батайске. Личный состав после конференции необходимо было как можно скорее развезти к местам полетов, так как на следующий день уже были запланированы полёты с курсантами. Командующим ВВС СКВО было дано разрешение на использование этого борта. Всего в самолёте находилось 52 человека. Командиром экипажа был Калинин. Полёт в целом проходил без отклонений, а в Ейске в это время стояла ясная погода. Экипаж начал заходить на посадку и, проходя траверс Глафировской косы, выпустил шасси. Затем машина вышла на посадочный курс, снижаясь над Ейским лиманом. Однако когда до полосы оставалось всего 5—6 километров, после переключения забора топлива из подпольных баков, на высоте 600 м все четыре двигателя поочерёдно остановились. Так как самолёт был с выпущенными шасси и закрылками, то он начал быстро терять высоту, а экипаж попытался приводниться на поверхность расположенного под ними лимана. Падение-планирование длилось 13 секунд. Когда Ан-12 коснулся морской поверхности на мелководье, его стойки шасси сразу зарылись в воду, из-за чего машина резко «клюнула» носом и, зарывшись в воду, врезалась в дно. От удара фюзеляж раскололо, а затем быстро заполнило водой.
Происшествие произошло на глазах жителей Ейска, поэтому к месту катастрофы на помощь сразу устремилось множество маломерных судов. Примерно через 5-7 минут на место падения вышел рейсовый самолёт L-410, который тоже заходил на посадку в Ейск. Он доложил на командный пункт училища о крушении. Довольно быстро приводнился вертолёт Ми-14, который мало чем мог помочь. В происшествии выжили почти все находящиеся в кабине и в пассажирском салоне, которые выбрались на крыло. Поскольку лиман довольно мелководен, верхняя часть фюзеляжа и крыло остались над водой, что помогло выжившим не утонуть. Часть пассажиров через верхний люк из грузового отсека вызволил лично командир воздушного судна. Однако грузовой отсек оказался разрушен, а вытекший из повреждённых баков керосин смешался с заполнившей данный отсек водой, создавая агрессивную среду, которая разъедала даже водолазные костюмы. Кроме того, в грузовом отсеке находилось оборудование, которое сорвало при ударе. В результате те люди, которые находились в грузовом отсеке, погибли. Всего в катастрофе погибло от удара или утопления 24 человека.

## Причины
Грубейшее нарушение правил эксплуатации и подготовки к полётам воздушного судна. Данное воздушное судно не предназначалось для перевозки личного состава и являлось мобильной лабораторией по расследованию авиационных происшествий. Самолёт длительное время не эксплуатировался (более года) и находился на земле с незаполненным подпольным баком. В результате в нём образовался конденсат, который в виде воды скопился на дне бака. При подготовке к вылету этот бак был заправлен и из него было взято топливо на проверку наличия воды и механических примесей. Проверка ничего не выявила. Как потом выяснилось — из-за конструктивного недостатка (точка забора топлива на проверку находилась выше точки забора топлива в двигатели). Теоретическое количество конденсата (воды), находящегося в баке, было оценено в 10-40 литров. При переключении насосов на забор керосина из подпольного бака в двигатели попала вода и они остановились.
Аварии с Ан-12 по данной причине случались ранее неоднократно в ВВС СССР, однако катастрофа под Ейском стала наиболее тяжёлой по количеству жертв.

## Память
На Новостроенском кладбище города Батайска создан мемориал погибшим в этой катастрофе. На площадке, где находятся могилы двенадцати военнослужащих, установлен памятник в виде стелы от хвоста самолёта Ан-12. Слева от стелы установлена мемориальная доска с указанием всех погибших, справа — винт от самолёта с небольшой мемориальной плитой с надписью «Не вернувшимся из полёта от однополчан…».